# Ding Dong. You’re Dead
Ding Dong. You’re Dead ist ein Fusionalbum des Hedvig Mollestad Trio. Die 2020 entstandenen Aufnahmen erschienen am 19. März 2021 auf Rune Grammofon.

## Hintergrund
Ding Dong. You’re Dead markierte die Rückkehr der norwegischen Gitarristin und Komponistin Hedwig Mollestad zu ihrem langjährigen Trio mit der Bassistin Ellen Brekken und dem Schlagzeuger Ivar Loe Bjørnstad, nur acht Monate, nachdem sie ein Sextett auf Ekhidna, ihrem ersten Album in größerer Besetzung, geleitet hatte; es ist ihr siebtes Album in Trioformation.

## Titelliste
- Hedvig Mollestad Trio Ding Dong. You’re Dead (Rune Gramophon RCD2219)[3]
  1. Leo Flash’ Return to the Underworld
  2. All Flights Cancelled
  3. Ding Dong. You’re Dead
  4. Gimbal
  5. Magic Moshroom
  6. The Art of Being Jon Balkovitch
  7. Four Candles

Die Kompositionen stammen von Ellen Brekken (Titel 1, 5) bzw. dem Hedvig Mollestad Trio (Titel: 2, 3, 4, 6, 7).

## Rezeption

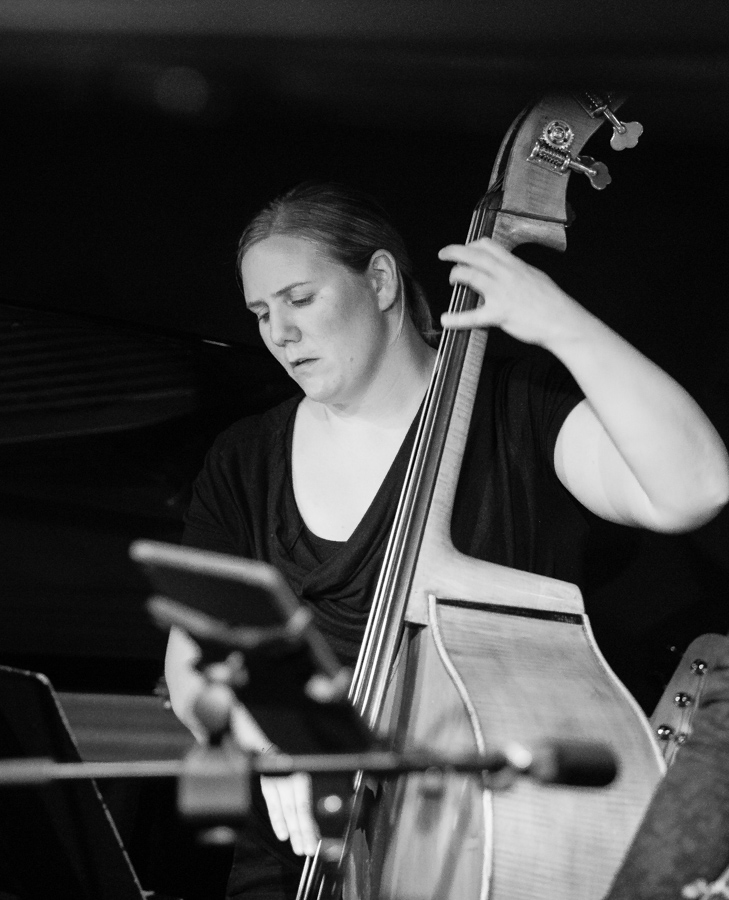
Ellen Brekken bei einem Auftritt mit dem Jens Wendelboe Kvintet auf dem Oslo Jazzfestival 2019

Thom Jurek verlieh dem Album in AllMusic vier Sterne und schrieb, obwohl es unmöglich sei, sicher zu sagen, scheine es, dass die eher jazzige musikalische Signatur von Ekhidna dieses Unternehmen beeinflusst hat. Es herrsche hier ein anderes Gefühl bei der Arbeit – so gibt es mehr Jazz-Rock als Black Sabbath, was sich in Mollestads immer noch geschmolzenem Gitarrenansatz widerspiegle, so der Autor. In einer anderen Schicht markiere diese Session das erste Mal, dass die Gruppe Kompositionen von Brekken enthält, und sie habe zwei der besten abgeliefert. Das Album zeige dieses Trio auf einem Höhepunkt, so Jurek in seinem Resümée. Während sich die Mollestad-Gruppe weiterentwickelt und viel Feuerkraft biete, tue sie dies hier mit Nuancen, Sensibilität und Autorität.
Das Album klinge, als ob Mollestad gerne bei den Aufnahmen zu dem Miles-Davis-Album Live/Evil mitgespielt hätte, meinte Andy Robson in Jazzwise. Dies sei eine Gitarristin, deren Kompositionen und Spiel so intensiv sei, dass man befürchten müsse, sie könnte sich spontan entzünden. Ihre beiden Kollegen, Björnstad und Brekken, arbeiten freudig bei dem gut organisierten Chaos zusammen.
Dave Contor notierte im Chicago Reader, die norwegische Gitarristin Hedvig Mollestad habe die unheimliche Fähigkeit, Rock und Jazz in Arrangements zu verbinden, welche die Klischees beider Genres überschreiten würden. Auf dem Album werde dieser hybride Sound nicht zuletzt durch einen Sinn für Spiel definiert. Jazz und Metal würden perfekt miteinander verbunden und die Klangsynthese des Trios unterstreichen.
Für Peter Kaiser von Skug – Journal für Musik rocke das Trio auf dem Album weiter wie bisher: Mal psychedelischer, mal jazziger. Jenseits irritierender Titelei habe Ding Dong. You’re Dead nur „wenig Überraschendes, aber souverän Erprobtes“ zu bieten.